# Goede Herderkerk (Voorburg)
De Goede Herderkerk was een rooms-katholieke kerk aan de Prinses Beatrixlaan 262 in de Nederlandse plaats Voorburg. 
Nadat de kerk in 2012 leeg kwam te staan, is het gebouw in 2017 gesloopt ten behoeve van nieuwe woningen.

## Geschiedenis
De parochie Goede Herder werd in 1957 opgericht als afsplitsing van de Sint-Martinusparochie. De eerste jaren maakte men gebruik van een gymzaal en een noodkerk. Tussen 1960 en 1962 werd de huidige kerk gebouwd. In december 1961 werd de kerk ingewijd door bisschop Jansen. Op 1 januari 2008 fuseerden de drie Voorburgse parochies tot de Sint-Maartenparochie. Besloten werd om de monumentale Sint-Martinuskerk als enige parochiekerk aan te houden en de twee andere kerkgebouwen af te stoten. Hiervoor was een grote verbouwing aan de Martinuskerk noodzakelijk, waarbij de kerk twee jaar lang gesloten werd. De Goede Herderkerk fungeerde zo lang als parochiekerk. Nadat de Martinuskerk in 2012 weer in gebruik genomen werd, kon de Goede Herderkerk  worden gesloten. Het gebouw werd in mei 2017 afgebroken.

## Ontwerp
De Goede Herderkerk werd ontworpen door het Rotterdamse architectenbureau J.P.L. Hendriks - v.d. Bosch - Hendriks. Het was een moderne zaalkerk, met een kleine klokkentoren aan de achterzijde van het gebouw. In 1992 werd een dagkapel in de kerk gebouwd. In deze periode werden ook de kruiswegstaties en het Jozefbeeld in de kerk geplaatst. De kruiswegstaties werden gemaakt door Gerard Héman en het Jozefbeeld was van Albert Termote. Het kerkorgel werd gebouwd door de firma Jos H. Vermeulen uit Alkmaar. 